# ミヒャエル・メストリン

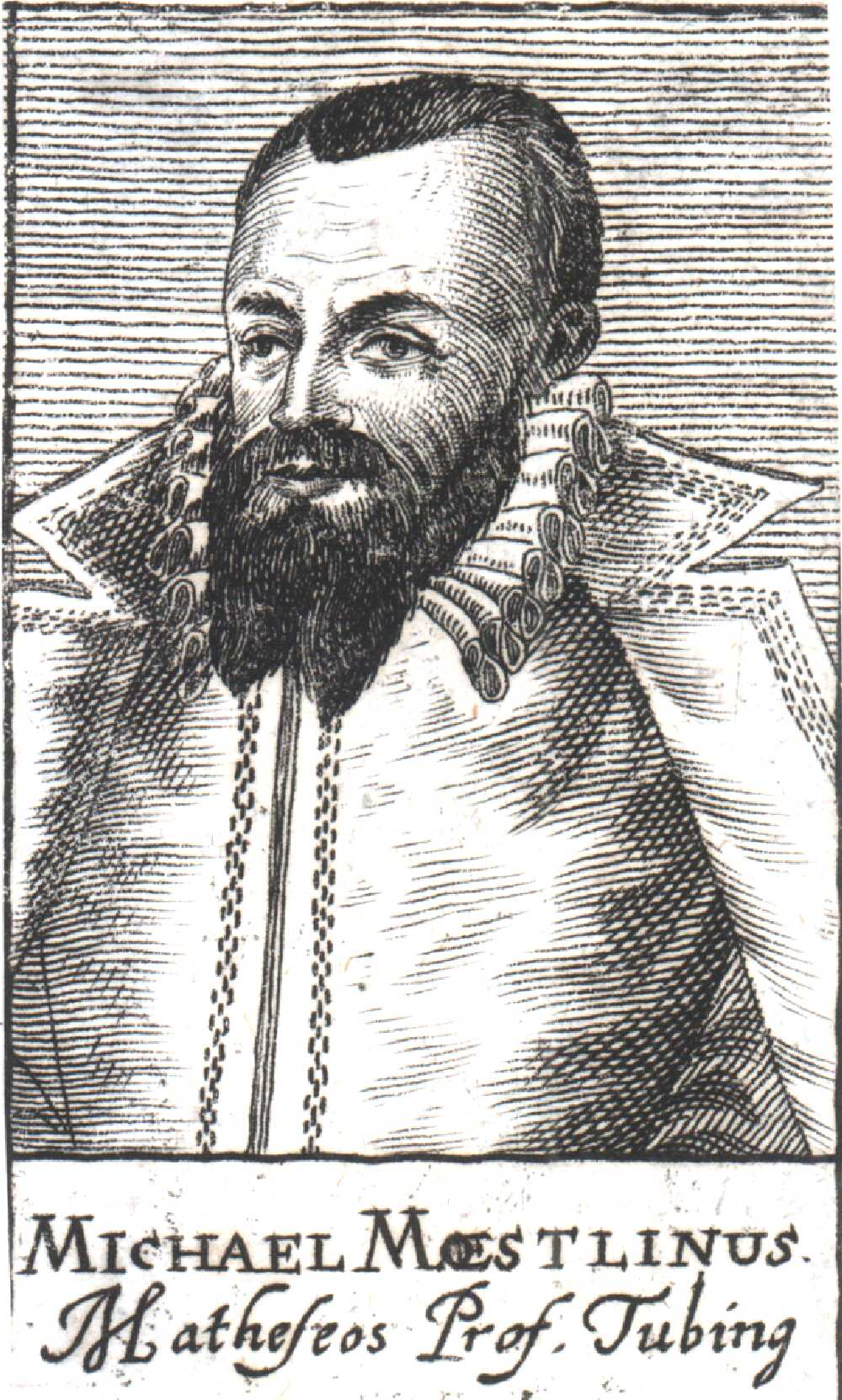
ミカエル・モエストリヌス（ミヒャエル・メストリン）

ミヒャエル・メストリン（Michael Maestlin または Mästlin。 Moestlin，Möstlin とも綴る。1550年9月30日 - 1631年10月20日)は、ドイツの天文学者。ヨハネス・ケプラーの師で地動説を教えたことで知られる。
ゲッピンゲン(w:Göppingen)で生まれた。テュービンゲン大学で神学、数学、天文学をフィリップ・アピアンなどに学んだ。1576年に助祭となった。1577年の大彗星の観測結果を出版した。1580年にハイデルベルク大学の数学教授となり、天文学の教本を出版した。1583年からテュービンゲン大学の教授となった。
ガリレオ・ガリレイと同時期に、地球照が地球の反射が月を照らす現象であると説明し、彗星の観測結果から彗星が月より上の現象であると結論し、アリストテレスの宇宙論を批判した。コペルニクスの宇宙論をケプラーに教えた師である。